# Franklin (Vermont)
Franklin – miasto w Stanach Zjednoczonych, w stanie Vermont, w hrabstwie Franklin.